# Cinnyris asiaticus
El suimanga asiático (Cinnyris asiaticus) es una especie de ave paseriforme de la familia Nectariniidae.

## Descripción
Vive y se reproduce en el sur de Asia tropical desde el Golfo Pérsico al Asia Sur-Oriental . La hembra pone de uno a tres huevos en un nido colgado de un árbol.
Es de tamaño pequeño, mide sólo 10 cm de largo. Tiene un pico de tamaño mediano, delgado, que se curva y  termina tubular, adaptado para libar el néctar.
El macho adulto tiene un plumaje de color violeta brillante sobre todo la época de cría. En otra época, es de color amarillo grisáceo en la espalda, el pecho con una franja amarilla central hasta el estómago. La hembra es de color amarillo-gris por encima y amarillo por debajo.
Esta especie se encuentra en una amplia variedad de hábitats en los árboles, como los bosques y cultivos.